# Alan Mais, Baron Mais

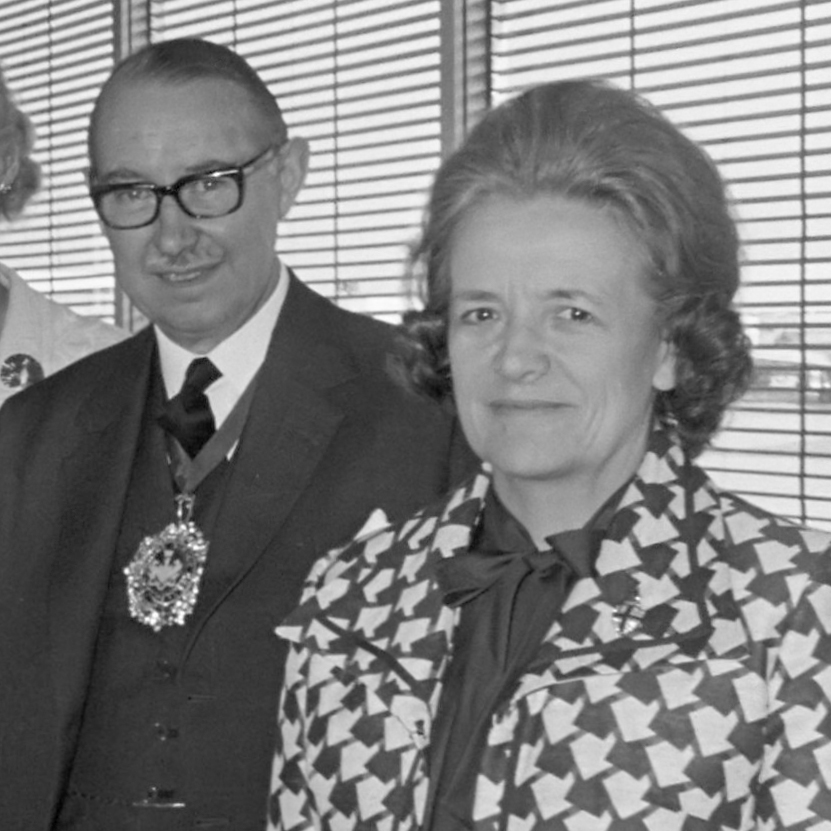
Baron Mais, Lord Mayor of London, mit seiner Gattin (1973)

Alan Raymond Mais, Baron Mais GBE ERD TD JP (* 7. Juli 1911 in Southampton; † 28. November 1993) war ein britischer Politiker der Labour Party, als Life Peer Mitglied des House of Lords und zwischen 1972 und 1973 als erster Peer gewählter Lord Mayor of London.

## Leben
Er besuchte die Banister Court School in Southampton und das College of Estate Management in Reading und wurde zum Vermesser ausgebildet. Er arbeitete in einem Ingenieurbüro und macht sich später selbständig.
Während des Zweiten Weltkrieges diente er als Major der British Army in Frankreich, im Iran und im Irak. Im temporären Rang eines Lieutenant-Colonel der Royal Engineers war er an der Entwicklung der Mulberry-Häfen für den D-Day beteiligt. Im weiteren Kriegsverlauf wurde er stellvertretender Leitender Ingenieur der Hafenanlagen von Antwerpen und wurde zum Colonel befördert. Für seine militärischen Verdienste wurde er mit der Territorial Decoration (TD), der Emergency Reserve Decoration (ERD) sowie am 1. Februar 1945  als Officer des Order of the British Empire (OBE) ausgezeichnet.
Am 20. Januar 1967 wurde Mais von Königin Elisabeth II. zu einem der Lieutenants der City of London ernannt. Durch ein Letters Patent vom 26. August 1967 wurde Mais, der zeitweilig auch als Friedensrichter (Justice of the Peace) fungierte, als Life Peer im Sinne des Life Peerages Act 1958 mit dem Titel Baron Mais, of Walbrook in the City of London, in den Adelsstand erhoben und gehörte damit bis zu seinem Tod dem House of Lords an. 1969 wurde er für eine einjährige Amtszeit zu einem der zwei Sheriffs von London gewählt. Am 20. Januar 1971 wurde er von Königin Elisabeth II. als Lieutenant der City of London im Amt bestätigt.
1972 wurde er für die Amtszeit von einem Jahr zum Lord Mayor der City of London gewählt und war damit der erste Peer in diesem Amt. Am 4. Dezember 1972 verlieh ihm die City University London einen Ehrendoktor der Wissenschaften. Am 25. Januar 1974 wurde er von Queen Elisabeth II. wieder zum Lieutenant der Cty of London berufen.
Darüber hinaus wurde er 1973 zum Knight Grand Cross des Order of the British Empire erhoben und am 5. Februar 1976 wieder zu einem der Lieutenants der City of London berufen. Am 16. November 1981 ernannte ihn die Königin wiederum zu einem der Lieutenants der City of London. Ab 1984 war er Zunftmeister (Master) der Worshipful Company of Marketors, der für Marketingfachleute zuständigen Livery Company Londons.
Seit 1936 war er mit Lorna Aline Boardman verheiratet. Mit ihr hatte er zwei Söhne und eine Tochter.

## Veröffentlichungen
- The Construction Industry’s Biggest Asset, 1971.